# Indisposizione di Belle Arti del 1881
L'Indisposizione di Belle Arti del 1881 è stata una mostra di tipo parodistico, organizzata a Milano nel 1881 come risposta ironica all’Esposizione nazionale italiana dello stesso anno. L’esposizione ufficiale di belle arti si teneva nel palazzo del Senato, ma in via San Primo venne organizzata questa mostra alternativa dalla Famiglia Artistica milanese, con la partecipazione di artisti legati in parte al movimento scapigliatura . Tra i promotori si ricordano Vespasiano Bignami, Francesco Filippini, Giuseppe Mentessi, Giuseppe Mangili, Roberto Fontana, Achille Campi e altri.

## Organizzazione
L’idea nacque come reazione ironica e “per indisposizione” della stessa Famiglia Artistica, in difficoltà economiche e in cerca di un modo per sostenersi. Il titolo fu scelto proprio per indicare in modo scherzoso un malessere dell’ambiente artistico milanese. L’organizzazione fu decisa durante assemblee animate, descritte come “tempestose”, da cui però non uscì nessun verbale chiaro, anche se l’iniziativa venne realizzata comunque in tempi brevi. Per trovare i fondi furono emesse azioni del valore di 100 lire, che vennero tutte vendute subito, con grande successo. La sede fu individuata nell’ex studio dello scultore Pompeo Marchesi, in via San Primo . Due grandi statue in gesso già presenti (l’Adige e il Tagliamento) furono riutilizzate e trasformate in modo parodico: divennero le “Sorgenti della panna, fiume che irriga e feconda la pianura lombarda mettendo foce a Gorgonzola”.

## Allestimento
All’esterno fu dipinto un grande affresco da Mentessi, che rappresentava i tram dell’epoca greca in uno stile a bassorilievo. All’interno, la sala principale era sorretta da quattro colonne, chiamate Anteo, Atlante, Ercole e Piccaluga. Tutte le pareti e le strutture erano coperte da dipinti, bozzetti, sculture e opere volutamente umoristiche o assurde. Accanto alle opere era distribuito il Libro d’oro, una sorta di catalogo con battute, aforismi e giochi di parole, che prendeva in giro artisti e critici, mescolando citazioni reali e inventate . Una delle opere più famose fu la Madonna del Soccorso, dove la Madonna e il Bambino distribuivano forbici a giornalisti milanesi.  Il quadro ironizzava sulla stampa e sul “giornalismo fatto colle forbici”.
I muri della sala erano pieni di cartelli comici come:
- “I visitatori dovranno depositare la propria ombra perevitare affollamenti” [1];
- “È vietato crearsi vane illusioni” [1];
- “Uno non potrà essere un altro” [1];
- “I visitatori più robusti sono pregati di potrare pazienza anche per gli altri” [1];
- “È proibito prendere in sinistra parte il lato destro della via San Primo” [1].

## Artisti ed opere
- Francesco Filippini[senza fonte]
- Vespasiano Bignami[2]
- Pietro Bouvier [4]
- Medardo Rosso[5]
- Antonio Tanfo (pseudonimo sotto il quale si celava Roberto Fontana[1])
- Giuseppe Mentessi[1]
- Giuseppe Mangili[1]
- Achille Campi[1]
- Pompeo Marchesi (lo scultore a cui apparteneva lo studio dove si tenne la mostra)[1]
- Giuseppe Conti (pittore cremasco)[1]
- Achille Dovera[1]

Tra le altre opere si trovavano:
- Bracch, Brecch, Bricch, Brocch, Bruck, una serie di cinque quadretti basati su assonanze[3][1];
- Fuga di Bach, con bachi da seta in fuga nel bosco[3][1];
- Un sole tra le nubi gialle che sembrava un uovo al tegamino, intitolato Effetto di sole buono a mangiarsi con qualche michettina[3][1];
- Mombello, quadro parodia in stile Francesco Paolo Michetti[3][1];
- Il sacco di Roma, rappresentato da un vero sacco con su scritto S.P.Q.R. [1];
- Un quadro non incominciato (una tela bianca), “per la morte dell’autore” [1];
- Il ritratto di un mezzo soprano, ovvero solo mezza figura [1];
- La cravatta attraverso i secoli, una presa in giro di pubblicazioni storiche[3].

Anche le didascalie erano spesso comiche: ad esempio, davanti a un dipinto di Achille Dovera si leggeva che il quadro era “una marina, ma a secco” .

## Eventi collatreali
Durante l’apertura furono organizzate anche serate speciali con conferenze e spettacoli di ombre cinesi . Le ombre di Campi erano particolarmente celebri: riusciva a riprodurre animali e persone in movimento semplicemente intrecciando mani e braccia davanti alla luce . Le figure proiettate sembravano quasi vere e “parlavano” e si muovevano in modo realistico. Le conferenze del socio Mangili erano parodie in forma di monologo. Una delle piu famose fu la richiesta del podestà di Bergamo a Napoleone Bonaparte per fare della città un porto di mare . In quella occasione fu mostrato il “Mostrino delle onde”, una finta onda che arrivava fino a Bergamo, secondo una vecchia leggenda burlesca . Tra le ultime trovate ci fu la passeggiata storica:su un teatrino passavano figurine di cartone che rappresentavano personaggi storici, mentre lo sfondo mobile mostrava monumenti di Milano . La voce narrante citava le figure in modo ironico, e lo spettacolo finiva con un netturbino che “raccoglieva gli applausi”.

## Accoglienza e impatto
La mostra fu un successo clamoroso. Si calcola che vi entrarono oltre 40.000 visitatori paganti, generando profitti sia per gli organizatori che per gli azionisti, che ricevettero un dividendo del 50%. Molti artisti espositori riuscirono anche a vendere le proprie opere e in alcuni casi ricevettero commissioni future. Secondo diverse testimonianze,la libertà data dalla natura parodica permise ad alcuni artisti di esprimersi meglio che nelle esposizioni ufficiali, facendo opere più fresche e ispirate. L’Indisposizione delle belle arti viene ricordata oggi come una delle iniziative più originali e riuscite nella storia dell’arte italiana dell’Ottocento.